# Richard Greene (attore)
Richard Marius Joseph Greene (Plymouth, 25 agosto 1918 – Holt, 1º giugno 1985) è stato un attore inglese.
È apparso in più di quaranta film, ma è conosciuto soprattutto per essere stato il protagonista della lunga serie televisiva britannica Robin Hood, composta di 143 episodi dal 1955 al 1960.
Era il nipote di William Friese-Greene (1855-1921), fotografo ritrattista e prolifico inventore.

## Filmografia parziale

### Cinema
- Sing As We Go, regia di Basil Dean (1934)
- Il giuramento dei quattro (Four Men and a Prayer), regia di John Ford (1938)
- My Lucky Star, regia di Roy Del Ruth (1938)
- Pattuglia sottomarina (Submarine Patrol), regia di John Ford (1938)
- Kentucky, regia di David Butler (1938)
- La piccola principessa (The Little Princess), regia di Walter Lang e, non accreditato, William A. Seiter (1939)
- Sherlock Holmes e il mastino di Baskerville (The Hound of the Baskervilles), regia di Sidney Lanfield (1939)
- L'esploratore scomparso (Stanley and Livingstone), regia di Henry King e Otto Brower (1939)
- Here I Am a Stranger, regia di Roy Del Ruth (1939)
- I ribelli del porto (Little Old New York), regia di Henry King (1940)
- I Was an Adventuress, regia di Gregory Ratoff (1940)
- Fliyng Fortress, regia di Walter Forde (1942)
- Unpublished Story, regia di Harold French (1942)
- Yellow Canary, regia di Herbert Wilcox (1943)
- Don't Take It to Heart, regia di Jeffrey Dell (1944)
- Gaiety George, regia di George King e Leontine Sagan (1946)
- Ambra (Forever Amber), regia di Otto Preminger (1947)
- Soldato di ventura (The Fighting O'Flynn), regia di Arthur Pierson (1949)
- Il ventaglio (The Fan), regia di Otto Preminger (1949)
- Tramonto d'amore (That Dangerous Age), regia di Gregory Ratoff (1949)
- Now Barabbas, regia di Gordon Parry (1949)
- L'aquila del deserto (The Desert Hawk), regia di Frederick de Cordova (1950)
- Mia figlia Joy (My Daughter Joy), regia di Gregory Ratoff (1950)
- Shadow of the Eagle, regia di Sidney Salkow (1950)
- La rivale dell'imperatrice, regia di Jacopo Comin e Sidney Salkow (1951)
- La dinastia dell'odio (Lorna Doone), regia di Phil Karlson (1951)
- Il mistero del castello nero (The Black Castle), regia di Nathan H. Juran (1952)
- La marcia del disonore (Rogue's March), regia di Allan Davis (1953)
- Il ritorno dei vendicatori (The Bandits of Corsica), regia di Ray Nazarro (1953)
- Il capitano rosso (Captain Scarlett), regia di Thomas Carr (1953)
- Contraband Spain, regia di Lawrence Huntington e Julio Salvador (1955)
- Berlino Est passaporto falso (Beyond the Curtain), regia di Compton Bennett (1960)
- Gli arcieri di Sherwood (Sword of Sherwood Forest), regia di Terence Fisher (1960)
- Island of the Lost, regia di John Florea (1967)
- The Blood of Fu Manchu, regia di Jesús Franco (1968)
- Il castello di Fu Manchu (The Castle of Fu Manchu), regia di Jesús Franco (1969)
- Racconti dalla tomba (Tales from the Crypt), regia di Freddie Francis (1972)

### Televisione
- Lights Out – serie TV, episodio 4x14 (1951)
- Robin Hood (The Adventures of Robin Hood) – serie TV, 144 episodi (1955-1960)
- General Electric Theater – serie TV, episodio 8x33 (1960)
- I Professionals (The Professionals) – serie TV, un episodio (1978)
- Il brivido dell'imprevisto (Tales of the Unexpected) – serie TV, un episodio (1979)
- Sherlock Holmes e il dottor Watson (Sherlock Holmes and Doctor Watson) – serie TV, episodio 1x12 (1979)
- Scarf Jack – serie TV, 6 episodi (1981)

## Doppiatori italiani
- Gualtiero De Angelis in I ribelli del porto
- Giuseppe Rinaldi in Gli arcieri di Sherwood
- Adolfo Geri in Il ventaglio
- Emilio Cigoli in L'aquila del deserto
- Romano Malaspina in The Blood of Fu Manchu